# Noord-Korea op de Olympische Winterspelen 2010

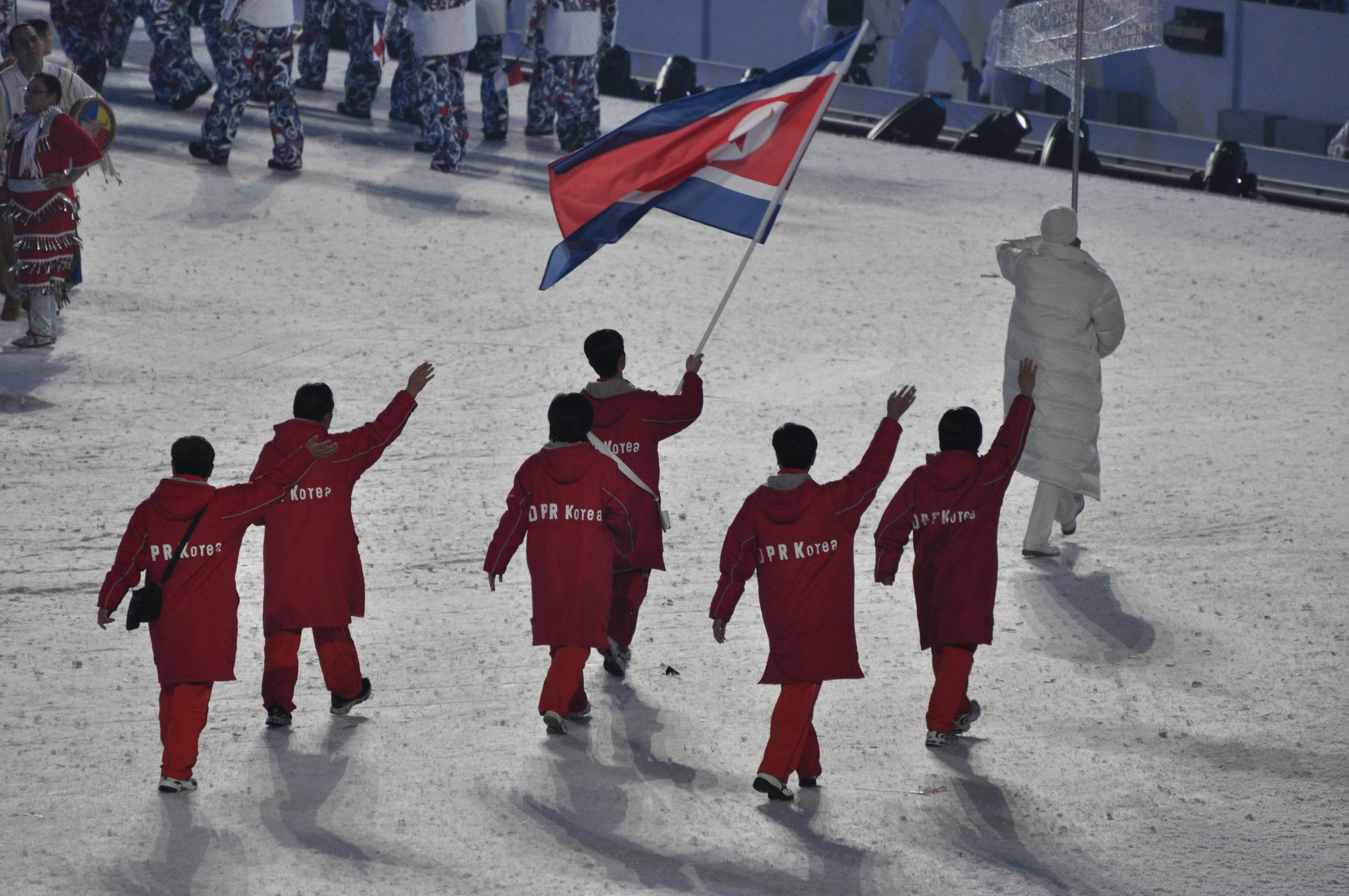
Het team van Noord-Korea bij de opening

Tijdens de Olympische Winterspelen van 2010, die in Vancouver (Canada) werden gehouden, nam Noord-Korea voor de achtste keer deel aan de Winterspelen.

## Deelnemers en resultaten
(m) = mannen, (v) = vrouwen 

### Kunstrijden
| Olympiër     | Discipline | Resultaat | Prestatie                                         |
| ------------ | ---------- | --------- | ------------------------------------------------- |
| Ri Song-chol | mannen     | 25e       | 56.60 (korte kür: 56.60, vrije kür: niet bereikt) |

### Schaatsen
| Olympiër    | Discipline | Resultaat | Prestatie                       |
| ----------- | ---------- | --------- | ------------------------------- |
| Ko Hyon-suk | 500m (v)   | 9e        | 77,47 (+1,38) (38,893 + 38,577) |
| Ko Hyon-suk | 1000m (v)  | 13e       | 1.17,63 (+1,07)                 |

Albanië · Algerije · Andorra · Argentinië · Armenië · Australië · Azerbeidzjan · België · Bermuda · Bosnië en Herzegovina · Brazilië · Bulgarije · Canada · Chili · China · Chinees Taipei · Colombia · Cyprus · Denemarken · Duitsland · Estland · Ethiopië · Finland · Frankrijk · Georgië · Ghana · Griekenland · Groot-Brittannië · Hongarije · Hongkong · Ierland · IJsland · India · Iran · Israël · Italië · Jamaica · Japan · Kaaimaneilanden · Kazachstan · Kirgizië · Kroatië · Letland · Libanon · Liechtenstein · Litouwen · Macedonië · Marokko · Mexico · Moldavië · Monaco · Mongolië · Montenegro · Nederland · Nepal · Nieuw-Zeeland · Noord-Korea · Noorwegen · Oekraïne · Oezbekistan · Oostenrijk · Pakistan · Peru · Polen · Portugal · Roemenië · Rusland · San Marino · Senegal · Servië · Slovenië · Slowakije · Spanje · Tadzjikistan · Tsjechië · Turkije · Verenigde Staten · Wit-Rusland · Zuid-Afrika · Zuid-Korea · Zweden · Zwitserland